# Amy Yang
Amy Yang, igualmente conhecida como Yang Hee-Young (em coreano:  양희영, nascida em 28 de julho de 1989) é uma jogadora sul-coreana de golfe profissional que atualmente joga nos torneios do LPGA Tour (Estados Unidos) e do Ladies European Tour (LET).
No golfe dos Jogos Olímpicos de Verão de 2016, realizados no Rio de Janeiro, Brasil, terminou sua participação na competição de jogo por tacadas individual feminino na quarta posição, com 275 tacadas (73-65-70-67), nove abaixo do par, sob a bandeira da Coreia do Sul.